# كلية العلوم بجامعة الملك عبد العزيز

## تأسيس الكلية
أنشئت كلية العلوم في العام الجامعي 1393\1394هـ الموافق 1973\1977م وكانت تشمل الأقسام العلمية التالية : قسم الرياضيات،قسم الفيزياء،قسم الكيمياء،قسم الجيولوجيا،قسم الأحياء ثم أنشئ بعد ذلك قسم لعلوم البحار وقسم الأرصاد وشعبة للعلوم الفلكية تابعة لقسم الفيزياء ومع مطلع العام الجامعي 1398\1399هـ انفصل قسم علوم البحار حيث أصبح معهداً مستقلاً قائماً بذاته تابعاً للجامعة وتحت إشرافها ثم عدل اسمه في العام الجامعي 1400\1401هـ إلى كلية علوم البحار كما انفصل في نفس العام قسم الأرصاد وتحول إلى معهد عالي سمي بكلية الأرصاد ودراسات المناطق الجافة الذي عدل اسمه فيما بعد إلى كلية الأرصاد والبيئة وزراعة المناطق الجافة. كما إن قسم الجيولوجيا انضم إلى معهد الجيولوجيا التطبيقية الذي كان يتبع الجامعة من الناحية الأكاديمية بالتعاون مع وزارة البترول والثروة المعدنية (وزارة الطاقة والصناعة والثروة المعدنية حاليا) حيث كونا كلية علوم الأرض
وفي مطلع العام الجامعي 1399/1400 هـ انفصلت شعبة الفلك عن قسم الفيزياء وأصبحت قسما للعلوم الفلكية ولمواكبة التطور العلمي والتقني ولإعداد الطاقات البشرية المؤهلة فقد تم استحداث قسم الإحصاء وشعبة لعلوم الحاسبات تابعة لقسم الرياضيات وكذلك شعبة للكيمياء الحيوية تابعة لقسم الكيمياء ثم انفصلت شعبة الكيمياء الحيوية عن قسم الكيمياء في العام الجامعي 1404/1405هـ وأصبحت قسما للكيمياء الحيوية. وفي العام الجامعي 1405/1406هـ انفصلت شعبة الحاسبات عن قسم الرياضيات وأصبحت قسما لعلوم الحاسبات ومن ثم إلى كلية مستقلة تحت مسمى كلية علوم الحاسبات وتقنية المعلومات.
وانشئت عام 1433/1434 هـ شعبة الفيزياء الطبية تابعة لقسم الفيزياء بكلية العلوم .

## أقسام كلية العلوم
- الرياضيات
- الفيزياء
- الكيمياء
- الأحياء
- الإحصاء
- الكيمياء الحيوية
- الفيزياء الطبية[1]
- الفلك

## لجان الكلية
تضم كلية العلوم بجامعة الملك عبد العزيز اللجان التالية :
- لجنة الشؤون التعليمية بكلية العلوم - طلاب
- لجنة التطوير والاعتماد الأكاديمي بكلية العلوم
- لجنة الشؤون التعليمية بكلية العلوم - شطر طالبات

## الجمعية السعودية للمجاهر
وهي جمعية علمية متخصصة حديثة تهتم بالعلوم التي لها علاقة بالمجاهر (بأنواعها المختلفة) كالطب وعلوم الأحياء والكيمياء والفيزياء وعلوم الأرض وعلوم البحار وعلوم المواد
يقع مقر هذه الجمعية في كلية العلوم بجامعة الملك عبد العزيز بجدة وتتبع في إدارتها للكلية أيضا
تسعى الجمعية إلى تنمية الفكر العلمي في مجال المجاهر والعمل على تنشيطه وتطويره ونشره كما تهدف إلى تطوير الأداء العلمي والمهني لأعضاء الجمعية في مجال علم المجاهر
رابط الجمعية

## وصلات خارجية
- كلية العلوم بجامعة الملك عبد العزيز